# Svatý Jan
Svatý Jan é uma comuna checa localizada na região da Boêmia Central, distrito de Příbram.